# NGC 1005
NGC 1005 je galaksija u zviježđu Perzej.

## Vanjske poveznice
- SEDS: NGC 1005